# Shuangxi
Pour l’article homonyme, voir Shuangxi (cigarette).

Situation du district dans Nouveau Taipei.

Shuangxi (chinois traditionnel : 雙溪區 ; pinyin : Shuāngxī Qū) est un district de la ville de Nouveau Taipei, à Taïwan.

## Géographie
- Superficie : 146,25 km2
- Population : 9 983 habitants (2004)